# Перевізник (франшиза)
Перевізник (фр. Le Transporteur) — франшиза французького бойовика-трилера, що складається з чотирьох фільмів, випущених між 2002 і 2015 роками, і телесеріалу. У перших трьох фільмах Джейсон Стетхем грає Френка Мартіна, професійного позаштатного водія-кур’єра. Кріс Венс зіграв Мартіна в телесеріалі-продовженні, а Ед Скрейн зіграв його в четвертому фільмі, перезапуску.

## Короткий виклад
Френк Мартін — головний герой фільмів і телесеріалів. Його зображують як колишнього оперативника спецназу, який був керівником групи пошуково-знищувального підрозділу, з військовим досвідом, включно з операціями «в Лівані, Сирії та Судані та поза ними», а також лауреатом Бронзової зірки. Він звільняється зі служби після того, як втомився та розчарувався у своїх вищих офіцерах, і використовує свої навички приватного водія за наймом, зберігаючи, очевидно, законне життя, живучи за рахунок своєї армійської пенсії. Мартін працює відповідно до суворого кодексу поведінки та очікує від своїх клієнтів дотримання його правил. У різних частинах франшизи персонаж зображується з різним минулим. У телевізійному серіалі з'ясовується, що він залишився сиротою в дитинстві, був зарахований до британської армії, будучи дорослим, а пізніше був переведений до Спеціальної повітряної служби. У фільмі The Transporter Refueled його батько Френк Мартін старший — колишній британський шпигун, який пішов у відставку, щоб працювати над стосунками з сином.

## Інтернет-ресурси
- Перевізник на сайті IMDb (англ.)
- Перевізник на сайті IMDb (англ.)
- Перевізник на сайті IMDb (англ.)
- Перевізник на сайті IMDb (англ.)
- The Original Transporter Movie Website